# Almost Blue (roman)
Pour les articles homonymes, voir Almost Blue.
Almost Blue est un roman policier italien de Carlo Lucarelli paru en 1997 chez Einaudi, dont la traduction française a été publiée en 2001 par Gallimard.
Le titre fait référence au morceau Almost Blue de Chet Baker, lui-même inspiré du morceau éponyme de Elvis Costello.
Un film de même nom réalisé par Alex Infascelli a été tiré du livre en 2000.

## Résumé
Un jeune homme aveugle écoute sur son scanner radio les rumeurs de la cité : musique, délits, toute la vie de Bologne. Enfermé dans sa chambre, il se retrouve au centre d'un évènement sanglant et incroyable.
En même temps, à l'autre bout de la ville, l'inspectrice Grazia Negro enquête sur une série de délits commis par un tueur psychopathe, adepte de musique punk et de satanisme et appelé l'Iguane.

## Source
- (it) Cet article est partiellement ou en totalité issu de l’article de Wikipédia en italien intitulé « Almost Blue (romanzo) » (voir la liste des auteurs).